# Chiesa di Santa Lucia (Montefalco)
La chiesa di Santa Lucia a Montefalco è immersa in un'area caratterizzata da vicoli e passaggi tuttora intatti nel loro aspetto medievale e talmente stretti da essere inaccessibili al traffico delle automobili o di altri mezzi motorizzati, è una caratteristica costruzione del XII secolo (la troviamo per la prima volta nominata in un documento dell'aprile 1220 con un piccolo campanile a vela inserito al centro in alto sulla facciata a capanna. È una delle più antiche tra quelle conservate in Montefalco.

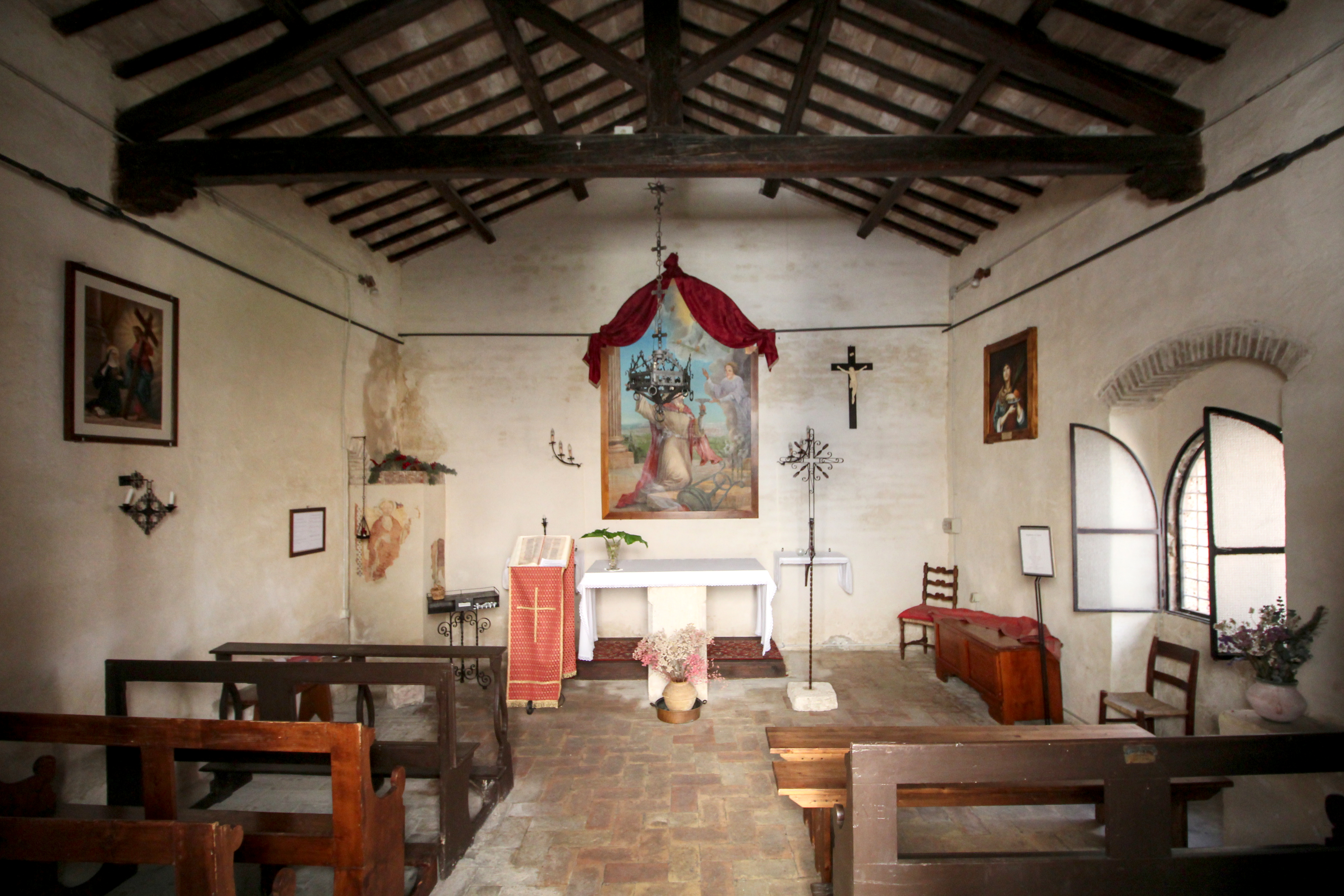
L'interno della chiesa

## Storia e descrizione
Ormai spoglia del suo apparato decorativo perduto a causa del crollo del tetto in seguito a un lento inesorabile stato di abbandono protrattosi dal 1295, quando passò dai benedettini al Capitolo del duomo di Spoleto, fin dopo l'inizio del XX secolo, quando nel 1916 venne intrapreso un primo restauro (in precedenza nel 1793 il Comune di Montefalco si era battuto strenuamente per evitare il definitivo abbattimento della parte posteriore della chiesa che era in pratica rimasta una costruzione fatiscente, ma non era riuscito ad ottenere risultati in merito).
Dopo un ulteriore conclusivo intervento conservativo del 1977, restano al suo interno soltanto due frammenti di affreschi del XIV secolo. Nonostante ciò l'ambiente mantiene le tracce del vissuto nell'epoca in cui venne edificata dai monaci benedettini dell'abbazia di Santo Stefano in Manciano, nel comune di Trevi, a cui si avvicendarono poi nella proprietà i confratelli di Santa Maria di Turrita che presso la chiesa avevano già una casa e un casalino. Ricoprì un importante ruolo pubblico oltre a quello religioso, vi è documentata infatti, al suo interno, la redazione di importanti atti notarili per la città.